# Yannis Walch
Yannis Walch (* 25. April 1995 in Villingen-Schwenningen) ist ein deutscher Eishockeyspieler, welcher seit 2019 bei den Crocodiles Hamburg spielt.

## Karriere
Yannis Walch erlernte das Eishockey spielen beim Schwenninger ERC, wechselte dann bereits 2009 in die Talentschmiede der Mannheimer Jungadler, mit denen er dreimal DNL-Meister wurde. Von dort aus ging zum Farmteam der Adler Mannheim – den Heilbronner Falken – in die DEL2 und von dort weiter zum EV Landshut. Für Landshut stand er 53 mal auf dem Eis.
Mit dem Zwangsabstieg des EV Landshut aus der DEL2 zur Saison 2015/16 wechselte Walch zu den Füchsen Duisburg in die Eishockey-Oberliga und spielte dort für drei Jahre. In dieser Zeit hatte er auch einen Kurzeinsatz für zwei Partien für die Löwen Frankfurt in der DEL2. In der Saison 2018/19 spielte Walch für die Moskitos Essen. Zur Saison 2019/20 wechselte Walch zu den Crocodiles Hamburg.

## Karrierestatistik
(Legende zur Spielerstatistik: Sp oder GP = absolvierte Spiele; T oder G = erzielte Tore; V oder A = erzielte Assists; Pkt oder Pts = erzielte Scorerpunkte; SM oder PIM = erhaltene Strafminuten; +/− = Plus/Minus-Bilanz; PP = erzielte Überzahltore; SH = erzielte Unterzahltore; GW = erzielte Siegtore; 1 Play-downs/Relegation; Kursiv: Statistik nicht vollständig)